# Jun Maeda
Jun Maeda (麻枝 准, Maeda Jun, nascido em 3 de janeiro de 1975) é um escritor japonês e co-fundador da marca de romance visual Key sob a VisualArt's. Ele é considerado um pioneiro dos romances visuais nakige, e contribuiu principalmente como escritor de cenários, letrista e compositor musical para os jogos que a empresa produz. Seu estilo foi originalmente inspirado por James Herbert Brennan, sendo influenciado pelo romance O Impiedoso Pais das Maravilhas e o Fim do Mundo de Haruki Murakami.
Nascido na Prefeitura de Mie, Japão, Maeda formou-se na escola secundária de Mie e mais tarde se formou em psicologia na Universidade de Chukyo. Antes de fundar a Key, Maeda trabalhou na empresa Tactics, onde teve participação na criação de dois jogos para aquela empresa, Moon. e One: Kagayaku Kisetsu e. Após fundar a Key, Maeda dedicou-se muito a títulos como Kanon, Air, Clannad, Angel Beats! e Charlotte.

## Juventude
Jun Maeda começou a escrever desde jovem; enquanto frequentava a escola primária, Maeda escreveu seu primeiro livro-jogo amador. Inicialmente, Maeda foi inspirado pela série de livro-jogo Grailquest de J.H. Brennan, especialmente os dois primeiros livros da série, The Castle of Darkness e The Den of Dragons, que ele achou especialmente interessantes. Durante o ensino fundamental, Maeda trabalhou no jornal da escola e até teve algumas histórias curtas publicadas no jornal. Ao ingressar na escola secundária de Mie, ele começou a escrever letras e compor música. Foi nessa época que ele se envolveu no gênero de ficção fantástica. Enquanto frequentava a Universidade de Chukyo, Maeda conseguiu publicar algumas histórias curtas na revista de light novel seinen da Kadokawa Shoten, The Sneaker. Finalmente, quando estava escrevendo sua tese de formatura, ele começou a ouvir música techno.

## Carreira
Ainda enquanto frequentava a universidade, Maeda começou a trabalhar como compositor musical para videogames e desejava trabalhar em empresas de renome como a Nihon Falcom, Namco e Capcom, mas não teve sucesso. Eventualmente, ele conseguiu uma entrevista com o desenvolvedor de videogames TGL, mas não conseguiu fornecer a documentação correta e não conseguiu o emprego. Como não conseguiu um emprego na área de música, Maeda decidiu mudar sua escolha profissional para a de escritor de cenários para uma empresa de videogames. Na época, nos anos 1990, os escritores de cenários para jogos para o pública geral eram inexperientes, então Maeda decidiu tentar jogos para adultos. Durante um período de um mês, Maeda escreveu uma história erótica longa de 300 páginas, com a intenção de vendê-la para um desenvolvedor de jogos adultos. Ele primeiro tentou com a AliceSoft, conhecida pela popular série Rance, mas acabou trabalhando para a empresa Scoop. Na Scoop, em 1997, ele contribuiu como principal escritor de cenários para o primeiro jogo da empresa, Chaos Queen Ryōko; no entanto, Maeda não estava satisfeito com o ambiente de trabalho e logo após terminar seu trabalho no cenário, apresentou sua renúncia à empresa.
Nessa época, Jun Maeda foi inspirado pelo romance visual adulto inovador de 1996 de Hiroyuki Kanno, intitulada Kono Yo no Hate de Koi o Utau Shōjo YU-NO. Essa obra demonstrou o potencial narrativo do meio dos romances visuais e influenciou as obras posteriores de Maeda. Após deixar a Scoop em 1997, Maeda foi trabalhar para a recém-formada empresa Tactics, sob a editora Nexton. Lá, ele trabalhou no cenário e composição musical do segundo jogo da Tactics, Moon., seguido pelo seu trabalho no cenário do terceiro jogo, One: Kagayaku Kisetsu e, em 1998. Após perceber a recepção positiva recebida por ambos os títulos, Maeda e grande parte da equipe que trabalhou em Moon. e One, incluindo Itaru Hinoue, Shinji Orito, Naoki Hisaya e OdiakeS, deixaram a Tactics para trabalhar sob a editora de videogames VisualArt's, onde fundaram a empresa Key.
Após a fundação da Key, Maeda trabalhou na música e no cenário para o primeiro título da empresa, Kanon, lançado em 1999, que se mostrou muito popular no mercado de jogos para adultos no Japão. Além de Maeda, a maior parte do cenário de Kanon foi escrito por Naoki Hisaya, mas ele deixou a Key logo após a produção de Kanon. Após isso, Maeda escreveu a maior parte do cenário do título seguinte da Key, Air, além de atuar novamente como letrista e um dos compositores da música presente no jogo. Após um período de quatro anos, em 2004, a Key lançou seu terceiro e mais longo jogo, Clannad, no qual Maeda desempenhou uma grande quantidade de trabalho de escrita; ao todo, Maeda contribuiu com cerca de 75% do trabalho envolvido na criação de Clannad. Também em 2004, Maeda começou a escrever seu primeiro mangá, intitulado Hibiki no Mahō, que foi originalmente concebido como uma história curta que ele escreveu quando era estudante. Em 2005, Maeda trabalhou no cenário e na música para o quinto jogo da Key, Tomoyo After: It's a Wonderful Life, seguido pelo sexto título da Key, Little Busters!, lançado em julho de 2007, no qual também trabalhou no cenário e na música.
Em fevereiro de 2007, Maeda foi relatado dizendo na edição de fevereiro da Comptiq que, após a conclusão de Little Busters!, ele não trabalharia mais na equipe de cenário da Key. No entanto, em uma entrevista na edição de dezembro de 2007 da Dengeki G's Magazine, Maeda afirmou que ainda estaria trabalhando na música para o próximo jogo da Key. Em 2007, Maeda também compôs a música tema de encerramento para o jogo Himawari no Chapel de Kimi to da empresa Marron, e ele fez parte da equipe de música para o jogo 5 da Ram, lançado em julho de 2008. Maeda trabalhou em colaboração com Na-Ga e a Dengeki G's Magazine da ASCII Media Works no projeto de mídia mista e série de anime Angel Beats! como planejador e escritor, além de compor a música do anime. Maeda também trabalhou no nono jogo da Key, Rewrite, compondo a música do jogo e atuando como verificador de qualidade.
Em 2015, Maeda projetou e co-escreveu o cenário para o romance visual Angel Beats!, além de compor parte da música do jogo. Maeda mais uma vez colaborou com Na-Ga, Dengeki G's Magazine, P. A. Works e Aniplex para produzir sua segunda série de anime, Charlotte, em 2015, contribuindo como planejador, escritor e compositor da música do anime. Em 2016, Maeda revelou que estava sofrendo de cardiomiopatia dilatada e que para se recuperar dessa condição precisaria de um transplante de coração. Maeda é creditado pelo conceito original e pela composição da música para o romance visual Summer Pockets da Key. Maeda colaborou com Na-Ga, P.A. Works e Aniplex pela terceira vez para produzir a série de anime Kami-sama ni Natta Hi em 2020, contribuindo como planejador e escritor. Em 2021, Maeda publicou seu primeiro romance, Nekogarizoku no Osa. No entanto, em dezembro do mesmo ano, Maeda postou uma mensagem no Twitter dizendo que havia considerado suicídio devido à má recepção e assédio online em torno de sua série Kami-sama ni Natta Hi e afirmou no dia seguinte que se aposentaria de escrever histórias para projetos de anime. Anteriormente, ele havia desativado todas as suas contas de mídia social no início do ano por motivos semelhantes. Sua obra mais recente, Heaven Burns Red, foi lançada no Japão em fevereiro de 2022 para iOS e Android. Trata-se de um jogo de RPG com elementos de romance visual e gacha, criado em colaboração com a Wright Flyer Studios. Maeda desativou suas contas de mídia social pela segunda vez após críticas à qualidade de sua escrita em uma história de evento dentro de Heaven Burns Red.

## Temas de Escrita
Como é prevalente nos cenários escritos por Maeda para romances visuais, existem temas recorrentes relacionados ao conceito de família e aos laços que a mantêm unida. Um dos temas mais recorrentes é o dos laços maternais, especialmente evidentes nas relações entre mãe e filha, como pode ser visto marcantemente em Kanon, Air e Clannad. No entanto, em uma de suas primeiras obras, Moon., havia um conflito entre a protagonista feminina e sua falecida mãe. Outro tema recorrente é o do realismo mágico, ou seja, a adição de elementos fantásticos em uma história que, de outra forma, pareceria normal, como o conceito do mundo ilusório em Clannad ou o uso de magia em Air e elementos sobrenaturais em Charlotte. Da mesma forma, o conceito de alternância entre um cenário da vida real e o mundo místico eterno de One: Kagayaku Kisetsu e é comparado ao romance O Impiedoso Pais das Maravilhas e o Fim do Mundo de Haruki Murakami, que utiliza uma dicotomia semelhante entre realidade e fantasia.
Após a produção de Moon. com suas tramas melancólicas, Maeda decidiu se concentrar no que mais tarde se tornou conhecido como nakige (泣きゲー, nakigē, lit. jogo para chorar), começando com One: Kagayaku Kisetsu e. Um nakige nesse sentido é um tipo de jogo bishōjo que pode fazer o jogador chorar pelos personagens e, assim, ter um impacto mais profundo nos jogadores. Ao trabalhar em Kanon com um objetivo semelhante, Maeda incorporou elementos tristes nas histórias das duas heroínas que ele escreveu: Makoto Sawatari e Mai Kawasumi.

## Envolvimento musical
Jun Maeda é conhecido por compor e escrever letras de músicas e músicas de fundo para os jogos em que trabalha. Na Tactics, ele compôs uma única música para Moon., mas não contribuiu com a música em One: Kagayaku Kisetsu e. Na Key, Maeda trabalhou na música de todos os títulos da Key, exceto em Planetarian: The Reverie of a Little Planet e Rewrite Harvest festa!. Ele também compôs e escreveu as letras da música tema de encerramento da série de anime Clannad e, da mesma forma, para a música tema de abertura da série de anime Clannad After Story. A música que Maeda compõe para os títulos da Key é publicada no selo fonográfico Key Sounds Label da Key. No selo, Maeda produziu três singles e um álbum nos quais escreveu e compôs todas as músicas, incluindo: "Natsukage/Nostalgia", "Birthday Song, Requiem", "Spica/Hanabi/Moon" e Love Song. As músicas dos três primeiros singles foram interpretadas por Lia e a quarta foi interpretada por Riya.
Maeda escreveu e compôs as duas músicas "Doll", interpretadas separadamente por Lia e Aoi Tada, e "Human", interpretada por Lia. Ambas as versões de "Doll" foram usadas como música-tema de encerramento principal para a segunda temporada da série de anime Gunslinger Girl em 2008, enquanto Human foi usada no episódio final. A primeira contribuição de Maeda como compositor principal foi com a novela visual 5 de Ram, lançada em 2008, onde ele compôs cerca de vinte faixas de música de fundo. Maeda também escreveu e compôs as músicas de abertura e encerramento usadas em 5. Maeda fundou seu próprio selo fonográfico chamado Flaming June em 2011, e o primeiro lançamento no selo foi o single "Killer Song" de Nagi Yanagi, lançado em dezembro de 2011. Flaming June lançou um álbum conceitual original com Yanagi em 25 de abril de 2012, intitulado Owari no Hoshi no Love Song. Maeda lançou o álbum conceitual Long Long Love Song, com Anri Kumaki, em 26 de julho de 2017. Em 2021, Maeda escreveu e compôs uma música para The Idolmaster Cinderella Girls: Starlight Stage intitulada "Beat of the Night", interpretada por Kaoru Sakura. Maeda também escreveu e compôs a música tema de abertura para a série de anime de 2022 Prima Doll, intitulada "Tin Toy Melody".

## Ligações Externas
- Site oficial (em japonês)
- Site oficial da Key (em japonês)
- Site oficial da Key Sounds Label (em japonês)
- Site oficial da Flaming June (em japonês)
- Jun Maeda  na enciclopédia do Anime News Network (em inglês)
- Jun Maeda. no IMDb.